# Université ibéro-américaine Puebla
L'université ibéro-américaine Puebla (en espagnol : Universidad Iberoamericana Puebla) est une institution d'enseignement supérieur privée située à San Andrés Cholula, dans l'agglomération de Puebla. Elle fait partie du Système universitaire jésuite.